# 山野力
山野 力（やまの ちから、2000年5月22日 - ）は、日本の陸上競技選手。山口県宇部市出身。九電工陸上競技部所属。専門種目は長距離走。

## 経歴
宇部市立神原中学校、宇部鴻城高等学校、駒澤大学経営学部卒業。

### 大学時代

#### 大学1年次
三大駅伝での出場はなし。

#### 大学2年次
第32回出雲駅伝は新型コロナウイルスの影響により中止。第52回全日本大学駅伝で6区を担当し、三大駅伝初出場。3位で襷を受け順位を1つ落としたものの、区間4位でまとめた。なお、駒澤大は大会新記録（5時間11分08秒）で6年ぶり13回目の優勝を果たした。
第97回箱根駅伝では9区を担当。1位・創価大と1分29秒差の2位で襷を受け区間6位の走りを見せたが、その差を3分19秒まで広げられる。この時点で総合優勝は絶望的かと思われたが、10区の21km手前で逆転し13年ぶり7回目の総合優勝を果たした（往路3位、復路2位）。
また、箱根駅伝終了後に次期副主将となった。

#### 大学3年次
出雲駅伝、全日本大学駅伝は故障により欠場。第98回箱根駅伝では前回に続き9区を担当。6位で襷を受けると順位を2つ上げ、前回よりもタイムを1分17秒縮めた。だが、総合優勝を果たした青学大とは11分15秒もの大差をつけられ総合3位に甘んじ、連覇を逃した（往路3位、復路9位）。
箱根駅伝終了後には次期主将となった。
2022年2月13日、香川丸亀国際ハーフマラソンの延期により、第50回全日本実業団ハーフマラソン大会に学生ランナーとして特例で出場。惜しくも優勝は逃したが、日本人学生新記録（当時）となる1時間00分40秒をマークし4位に入った。

#### 大学4年次
第34回出雲駅伝では4区を担当し、初出場を果たす。トップで襷を受けると、強い向かい風を受けながらも区間2位と粘り後続との差を広げた。駒澤大は青学大が2015年にマークした大会記録を33秒上回る2時間08分32秒の大会新記録を樹立し、9年ぶり4回目の優勝を果たした。
第54回全日本大学駅伝では3区を担当。1秒差の2位で襷を受けると、前を走る創価大を追い抜いてトップに浮上させた。以降は完全な独走状態となり、3連覇を達成。また、出雲駅伝に続き大会新記録を樹立した（5時間06分47秒）。
第99回箱根駅伝では3年連続で9区を担当。トップで襷を受けると、序盤から区間新記録ペースで突っ込む。中盤以降はペースを落とし区間記録と区間賞には遠く及ばなかったものの、区間3位の力走で2位・中央大との差を28秒広げた。駒澤大は2年ぶり8回目の総合優勝（完全優勝）及び史上5校目となる大学駅伝三冠を達成した。
2023年3月5日の東京マラソンで自身初となるフルマラソンに挑んだが、2時間16分25秒の53位に終わった。
卒業後も競技は継続し、現在は九電工に所属。

## 戦績・記録

### 大学三大駅伝戦績
| 学年               | 出雲駅伝                    | 全日本大学駅伝              | 箱根駅伝                         |
| ------------------ | --------------------------- | --------------------------- | -------------------------------- |
| 1年生 （2019年度） | 第31回 ― - ― 出場無し       | 第51回 ― - ― 出場無し       | 第96回 ― - ― 出場無し            |
| 2年生 （2020年度） | 第32回 （開催中止）         | 第52回 6区-区間4位 37分45秒 | 第97回 9区-区間6位 1時間10分04秒 |
| 3年生 （2021年度） | 第33回 ― - ― 出場無し       | 第53回 ― - ― 出場無し       | 第98回 9区-区間4位 1時間08分47秒 |
| 4年生 （2022年度） | 第34回 4区-区間2位 18分09秒 | 第54回 3区-区間5位 34分01秒 | 第99回 9区-区間3位 1時間08分26秒 |

## 自己ベスト
- 5000m - 13分40秒68
- 10000m - 27分56秒85
- ハーフマラソン - 1時間00分40秒
- マラソン - 2時間16分25秒